# アラン・メリル
アラン・メリル（英語: Alan Merrill、1951年2月19日 - 2020年3月29日）は、アメリカ合衆国出身のロック・ミュージシャン、シンガーソングライター。
世界的にヒットした楽曲「アイ・ラヴ・ロックンロール」の作者として知られる。ソロやバンドとして日本でも活動し、著名なアーティストのサポートも数多く務めた。
※米国のシンガーソングライターのローラ・ニーロは遠縁にあたる。彼女の叔父（伯父）とアランの叔母（伯母）とが結婚して家系が繋がっただけなので、二人に血の繋がりは全くない（よって正確に言うと二人は「いとこ」同士ではない）。ただ、ローラとアランは歳が近く（ローラの方が3歳上）、生まれ育った場所も近かった（ともにニューヨーク市ブロンクス区）ので幼い頃から交流はあったとのこと。彼女が初めての日本公演を行った時（1971年-1972年）には、アランとヘレンのメリル親子が日本に在住しており、異国での再会を喜んだという。

## 人物・来歴

### 初期
1951年2月19日、アメリカ合衆国ニューヨーク州ニューヨーク市にて生まれる。出生名はアラン・プレストン・サクス (Allan Preston Sachs)。日本でも著名なジャズ・シンガーのヘレン・メリルが母、サクソフォーン/クラリネット奏者のアーロン・サクスが父、と2人のジャズ・ミュージシャンの間に一人息子として生を受けた。両親の仕事の都合もあってか、アランはスイスの学校に4年間、ロサンゼルスの学校にも短期間通っていたらしい。そして、ニューヨークに戻って落ち着いてからは、セミプロとしてのキャリアをミドル・ティーンの頃にスタートさせる。グリニッジ・ヴィレッジの伝説的カフェ「カフェ・ワッ?」 (Cafe Wha?) にて、ザ・カレイドスコープ（The Kaleidoscope）、ザ・レイン（The Rayne）、 ウォータータワー・ウェスト（のちにアローズを結成するジェイク・フッカーも在籍）といったバンドで演奏をし始めた。1966年から1968年のことである。

### 日本でのキャリア
1968年、ニューヨークの著名バンドであったザ・レフト・バンク（1966年全米トップ5「愛しのレネ」で知られる）のオーディションを受け、アランは合格するもバンドは間もなく解散してしまった。この当時は、本名のアラン・サクスで活動していた。
そのすぐ後、アランは来日し、東京を基盤に活動しておりRCAレコードから既にデビューしていたザ・リード（The Lead）という米国バンドに加入した。しばらく活動するものの、他のメンバーが大麻不法所持で国外追放されたため、またもやバンドは解散となった。この当時は、同バンドのメンバーだったアラン・ヒルとの混同を避けるために、（当時大ファンだったポール・マッカートニーにあやかって）ポール・メリルという芸名を使っていた。
このあとアランは、いったん日本を離れてヨーロッパへ渡る。その経緯については諸説あるが、単身でロンドンへ向かったというのが事実のようである。同時期に日本で活動していた英国バンドClinicにベーシストとして加入してイタリアツアーへ帯同したという説は誤りで、Clinicに加入したのはザ・リードの国外追放処分を受けたメンバー（ベーシストのフィル・トレイナー）である。いずれにせよ、アランの計画はうまく行かず、再び日本に戻ってくることになる。
1970年、渡辺プロダクションとソロ・マネジメント契約を交わし、同プロダクションを通してアトランティック・レコードとも契約。芸名はアラン・メリルに変更した。ソロ・シンガーとしての契約だったが、ロック・パイロットとの共同活動も多く、日劇ウエスタン・カーニバルや帝国劇場、日比谷野外音楽堂、大阪万国博覧会などのステージに立った（単独公演ではない）。1971年1月24日には、日本武道館で行われた『ザ・タイガース・ビューティフル・コンサート』（解散公演）において、前座を務めた直後にタイガースをステージに呼び込むオープニング・アナウンスも担った。同年2月、全曲を日本語で歌った1stソロ・アルバム『ひとりぼっちの東京』（Alone In Tokyo）をリリース。収録曲の「涙」(かまやつひろし作曲/安井かずみ作詞) がシングル・カットされ、日本における知名度を上げた。
この時期にアランは、TBSテレビの朝の若者番組『ヤング720』にコーナーを持ってレギュラー出演した。さらには、日産自動車やJUN、『主婦の友』、『an・an』、『non-no』、GTジーンズの広告モデルとしても活動した。また、この頃には、かまやつひろし、大口広司や安井かずみらと共に、六本木のレストラン「キャンティ」の常連となり、著名なバンドやミュージシャンらと親睦を深めている。
1972年1月、DENONレーベルから2ndソロ・アルバム『メリル・ファースト』（Merrill 1、1曲を除く全曲を自作し、打楽器以外は全て自分で演奏した作品）をリリース。同年春、ロック・パイロット時代にゲスト参加していた元エモーションの近田春夫、同じく元エモーションの金沢ジュンと共に、ゴジラというスリー・ピース・バンドを結成し、各種セッションに参加した。ベーシストとしてガロの録音にも参加した。
また、アランは日本でのグラム・ロック発祥者だと見做されることもあり、その頃に結成したバンドがウォッカ・コリンズで、大口広司と横内タケ（1990年代の再結成には参加せず、加部正義が代わりに加入している）をメンバーとした。1973年にアルバム『東京 - ニューヨーク』をレコーディングして東芝EMIからリリース。歌詞は（シングルになった2曲を除いて）全て英語で、クレジットではバンド名義になっているが作詞・作曲はアランが担っている。さらには、彼自身がリード・ヴォーカルを務め、ギター、キーボード、ピアノ、ハーモニカの演奏もこなしている。同アルバムにも収録されているシングル曲『Sands of Time』(歌詞はドラマーの大口広司が日本語に翻訳した)は、TVドラマ『前略おふくろ様』の挿入歌として使用されており（1975年）、アランの流暢な日本語の歌唱が広くお茶の間に流れた。1973年のTVドラマ『時間ですよ』（第3シリーズ）には、架空のロック・バンドのベーシスト役で出演し、堺正章、かまやつひろし、鈴木ヒロミツ、研ナオコらと共演した 。ウォッカ・コリンズでは、日本武道館や帝国劇場のステージにも上がっており（単独公演ではない）、かまやつひろしのバックバンドやジャクソン5の来日公演のオープニングアクトも務めた。
かまやつひろしとは1960年代末から親交があり、再結成ウォッカ・コリンズで一緒に活動した後も、2015年のアランの来日公演に客演している。

### 渡英後から死去まで
渡辺プロダクションとの契約問題を発端として、1974年に渡英して拠点をロンドンへ移した。すぐに、自身のバンドであるアローズ（The Arrows）を結成して、アランはヴォーカルとベースを担当する。同年には、アローズと同じくRAKレコードに所属しており、後に日本でも有名になるドラマーのコージー・パウエルのソロ・シングル「ザ・マン・イン・ブラック」でベースを弾いている（アローズのジェイク・フッカーもギターで参加）。1977年、シングル6枚とアルバム1枚を残してアローズは解散する。
1975年にリリースされたアローズのシングル「アイ・ラヴ・ロックンロール」（ギタリストのジェイク・フッカーと共作名義になっているが実はアランの単独作）は、その後1982年に、ジョーン・ジェット&ザ・ブラックハーツによるカヴァーが全米ビルボードナンバー1を記録する大ヒットとなる。同曲はその後もブリトニー・スピアーズを始め、マイリー・サイラスや、最近では Superfly （アランがギターで参加） 、L'Arc〜en〜Cielなど、数多くのアーティストがカヴァーしている。
アローズが解散した年に、ファッションモデルのキャシー・ダーメンと結婚（のちに離婚）。翌1978年にランナー（Runner）を結成し、シングル2枚とアルバム1枚を発表して1980年に解散する。アランはアメリカへ帰国。
1980年代は、リック・デリンジャーやミート・ローフのライブ・ツアーにギタリストとして参加するとともに、久し振りのソロ作品（シングルとアルバム1枚ずつ）をリリースし、様々なアーティストや企画にも携わった。1987年にジョアンナと再婚（最期まで添い遂げることになる）。
1990年代は、ウォッカ・コリンズを再結成してかまやつひろしなど著名ミュージシャンと日本でしばらく再活動する。この1990年代以降も、ソロ活動、他アーティストのサポート、企画モノへの参加、未発表曲や未発表ライブ音源の発掘などを継続して数多く行った。
アランがメインになった作品だけでも、ソロ・アルバム『Never Pet A Burning Dog』（1998年）、『A Merrilly Christmas』（2001年）、『Cupid Deranged』（2002年）、『Aleecat』（2004年）、『At The Candy Shop』（2006年）等、ソングライターのオーティス・ブラックウェルとアーサー・アレクサンダーへのトリビュート『Double Shot Rocks』（2003年）、ザ・レフト・バンクへのトリビュート『Rive Gauche』（2007年）等、『Alien In Tokyo』の再発売、EP『Hard Road』、ライブ盤『The Aleecat, Live In Japan』（2008年）等、かなりの数に上る。
2010年代も、各種作品のリリースと並行して、バンド形態であったり、またはアコースティックなソロであったりと、国際的にコンサートを継続。近年はニューヨークを拠点に、ロンドン・東京などでアコースティック・ソロやアラン・メリル・バンドとしてライブ活動をしていた。
晩年も精力的に作品を発表していたが、2020年3月29日、新型コロナウイルス感染症により死去した。69歳没。当時、新型コロナウイルス感染症の世界的流行により医療崩壊の状態になっていたことから検査を受けられないまま米国の自宅で重症化し、ようやく集中治療室に運ばれるも直後に息絶えた。親族は濃厚接触者として自宅隔離の対象となり葬儀に参列できなかった。

## ディスコグラフィ

### リーダー・アルバム
- 『ひとりぼっちの東京』 - Alone In Tokyo (1971年、Atlantic)
- 『メリル・ファースト』 - Merrill 1 (1972年、Mushroom/Denon)
- Alan Merrill (1985年、Polydor) ※『Never Pet A Burning Dog』(1998年)として再発あり
- A Merrilly Christmas (2000年、MEC)
- Cupid Deranged (2002年、MEC)
- Double Shot Rocks (2003年、Geltoob)
- Aleecat (2004年、MEC)
- At The Candy Shop (2006年、Geltoob)
- Rive Gauche (2007年、Geltoob)
- The Aleecat, Live In Japan (2008年、Geltoob)
- Alien In Tokyo (2008年、MEC)
- The Face Of '69 (2010年、MEC)
- Numbers (2011年、MEC)
- Snakes And Ladders (2012年、MEC)
- Songer Singwriter (2013年、MEC)
- Demo Graphic (2016年、MEC)
- On A Blue Avenue (2017年、MEC)
- Radio Zero (2019年、MEC)
- It's Always Rock 'N' Roll (2020年、MEC)